# Karl Witzell
Karl Witzell, född 18 oktober 1884 i Hiersfeld vid Wesel, död 31 maj 1976 i Berlin, var en tysk sjömilitär som höll olika chefsbefattningar vid Kriegsmarines vapenbyrå 1927-1942 och blev generalamiral 1941. Han hamnade i sovjetisk krigsfångenskap 1945-1955.